# Municipio de Troy (condado de Renville)
El municipio de Troy (en inglés: Troy Township) es un municipio ubicado en el condado de Renville en el estado estadounidense de Minnesota. En el año 2010 tenía una población de 284 habitantes y una densidad poblacional de 3,14 personas por km².

## Geografía
El municipio de Troy se encuentra ubicado en las coordenadas 44°45′8″N 95°3′41″O / 44.75222, -95.06139. Según la Oficina del Censo de los Estados Unidos, el municipio tiene una superficie total de 90.37 km², de la cual 90,29 km² corresponden a tierra firme y (0,09 %) 0,08 km² es agua.

## Demografía
Según el censo de 2010, había 284 personas residiendo en el municipio de Troy. La densidad de población era de 3,14 hab./km². De los 284 habitantes, el municipio de Troy estaba compuesto por el 96,13 % blancos, el 0,35 % eran amerindios, el 0,35 % eran asiáticos, el 1,41 % eran de otras razas y el 1,76 % eran de una mezcla de razas. Del total de la población el 2,82 % eran hispanos o latinos de cualquier raza.